# Дуда (Харгіта)
Дуда (рум. Duda) — село у повіті Харгіта в Румунії. Входить до складу комуни Субчетате.
Село розташоване на відстані 273 км на північ від Бухареста, 61 км на північний захід від М'єркуря-Чука, 137 км на схід від Клуж-Напоки, 133 км на північ від Брашова.

## Населення
За даними перепису населення 2002 року у селі проживали 44 особи, усі — румуни. Усі жителі села рідною мовою назвали румунську.